# مشطراس
مشطراس إحدى بلديات دائرة بوغني التابعة لولاية تيزي وزو.

## مواضيع ذات صلة
- بلديات ولاية تيزي وزو
- دوائر ولاية تيزي وزو